# Compétitions de patinage artistique

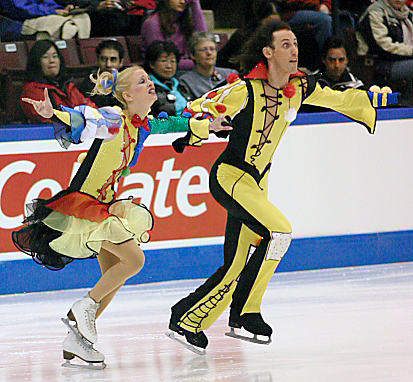
Compétition de danse en couple en patinage artistique

Les compétitions de patinage artistique actuelles se déroulent en simple ou en couple, sous la forme d'un programme court et/ou d'un programme long, avec parfois programme long de qualification au début des compétitions  

## Programmes
Les compétitions se déroulent en deux temps, voire trois, si des qualifications ont lieu.
Une première partie consiste en un programme court. Ce programme a un minutage relativement court défini (variant selon les catégories). Les éléments qu'il comporte (sauts, pirouettes, pas) sont imposés.
La seconde partie consiste en un programme long, ou programme libre. Celui-ci a une durée plus longue et les éléments sont libres (leur nombre est par contre imposé).

## Catégories
Les catégories compétitives varient selon la fédération nationale.
UIP :
- Novice (moins de 14 ans au 1er juillet)
- Junior (au moins 13 ans, moins de 19 ans, au 1er juillet)
- Sénior (au moins 14 ans (Grand Prix & autres), au moins 15 ans (Championnats du Monde, JO))

En France : 
- Avenir
- Minime
- Novice
- Junior
- Sénior
- Élite

Au Canada : 
- Juvénile (moins de 12 ans au 1er juillet)
- Pré-novice (aucune limite d'âge)
- Novice (aucune limite d'âge)
- Junior (moins de 19 ans au 1er juillet)
- Sénior (aucune limite d'âge)

Aux États-Unis : 
- Juvenile
- Intermediate
- Novice
- Junior
- Senior

## Types de compétition

### Championnats nationaux
Les championnats nationaux sont habituellement organisés chaque année par les fédérations membre de l'UIP. Le processus de qualification pour les championnats nationaux varient d'un pays à l'autre.
Au Canada, la structure de base est la suivante :
- championnats de section (au nombre de 13) (octobre)
- championnats de Défi de l'Est/de l'Ouest (décembre)
- championnats nationaux séniors (catégorie junior/sénior)(début janvier)
- championnats nationaux juniors (catégorie juvénile/pré-novice/novice)(fin janvier)

### Championnats ISU

#### Grand Prix ISU
Les Grand Prix ISU (Union Internationale de Patinage/International Skating Union) regroupent six (6) compétitions internationales séniors :
- Skate America
- Internationaux Patinage Canada
- Coupe de Chine
- Trophée de France
- Coupe de Russie
- Trophée NHK, Japon

Les patineurs sont sélectionnés selon leur classement mondial et/ou invités par l'UIP et les fédérations organisatrices respectives. Chaque patineur sélectionné peut participer à deux (2) compétitions, un total de points lui étant attribué selon son classement par compétition. Les 6 meilleurs patineurs avec le plus haut total sont invités à prendre part à la Finale du Grand Prix ISU.

#### Grand Prix ISU Junior
La série junior, tenue de la fin août jusqu'à la fin octobre, est basée sur le même principe de compétitions, au nombre de huit (8) par saison. Les patineurs sont toutefois assignés par leur fédération respective, le nombre d'entrées par pays pour chaque compétition du Grand Prix étant déterminé selon le classement des patineurs dans chaque catégorie respectivement aux championnats du monde junior de la saison précédente.

#### Championnats d'Europe/Championnats des quatre continents
Chaque année, l'ISU organise ces championnats qui, autre que le prestige de la victoire personnelle, contribueront à donner des points au classement mondial des patineurs participants.

#### Championnats du Monde
Les Championnats du Monde sont organisés habituellement à toutes les années durant le mois de mars. Le nombre de participants par pays est déterminé aux championnats du monde de l'année précédente, tout dépendant du total des deux meilleures performances du pays pour chaque catégorie respective.

#### Jeux Olympiques
- Le patinage artistique fait partie de la famille olympique depuis 1908 (figures imposées, JO d'été de Londres), en simple et en couple depuis 1920 (Anvers). Il fait officiellement partie des JO d'hiver depuis Chamonix en 1924. La danse sur glace fit son apparition aux JO à Innsbruck en 1976. À tous les quatre (4) ans, les meilleures patineurs de chaque pays prennent part aux Jeux Olympiques, la sélection de chaque pays se calquant sur le même processus que la sélection pour les championnats du monde. Pour les pays n'ayant pas de participants de qualifiés, une compétition internationale séniore est désignée comme qualification pour 8 entrées/pays pour les Olympiques, tenue en début de saison (septembre).

#### Championnats du monde juniors
Tout comme son pendant sénior, les championnats du monde junior sont organisés à chaque année. Le classement des patineurs leur permettre de cumuler des points pour le classement mondial de l'UIP.

#### Compétitions internationales seniors
Habituellement tenues à chaque année :
- Trophée Nebelhorn, Oberstdorf, Allemagne
- Finlandia Trophy, Vantaa, Finlande
- Karl Shaeffer Memorial, Vienne, Autriche

Ces compétitions servent à tour de rôle de compétition de qualification pour les Jeux Olympiques (tous les 4 ans), afin d'attribuer les places qui ne l'ont pas été durant les précédents championnats du monde.

#### Compétitions Internationales de développement (Juniors & Novices)
- North American Challenge Skate, Canada, États-Unis, Mexique
- Gardena Spring Trophy, Italie
- Copenhaguen Trophy, Danemark
- Trophée de la Baie des Anges, Nice
- Golden Bear, Croatie
- Coupe du Printemps, Luxembourg

### Calendrier des principales compétitions
En règle générale, les compétitions de patinage artistique suivent chaque année le calendrier qui suit.
- Compétitions automnales :
  - Grand Prix ISU junior (août à décembre)
  - Grand Prix ISU senior (octobre à décembre)

- Compétitions hivernales :
  - Principaux championnats nationaux (décembre et janvier)
  - Championnats d'Europe (fin janvier)
  - Championnats des quatre continents (début février)